# بوئینگ تی۶۰
بوئینگ تی۶۰ (به انگلیسی: Boeing T60) یک موتور هواپیمای ساختِ بوئینگ در کشور ایالات متحده آمریکا است.